# FC 에네르기 콧부스
FC 에네르기 코트부스(독일어: Fußballclub Energie Cottbus e. V.)는 독일 동부 콧부스에 위치한 슈타디온 데어 프로인트샤프트 경기장을 근거지로 하는 축구 클럽이다.
이 축구단은 동독 시절인 1966년 창단 되었다. 동독에 속해있던 팀 중 유일하게 분데스리가에 속해 있다가 08-09시즌을 16위로 마감 하면서, 2부 리그로 강등 되었다.

## 선수 명단

### 현역
참고: FIFA 자격 규정에 따라 소속된 국가대표팀 국기를 표시합니다. 선수는 복수의 FIFA 비회원국 국적을 가지고 있을 수 있습니다.
| 번호 | 포지션 | 국적     | 이름              |
| ---- | ------ | -------- | ----------------- |
| 9    | FW     | 알바니아 | 로마리오 하이룰라 |
| 10   | MF     | 튀르키예 | 톨차이 치게르치   |

| 번호 | 포지션 | 국적 | 이름 |
| ---- | ------ | ---- | ---- |

## 역대 감독
| 감독        | 임기        |
| ----------- | ----------- |
| 루돌프 보머 | 2012 ~ 2013 |